# Can Roca (Sitges)
Can Roca és una casa de Sitges (Garraf) inclosa a l'Inventari del Patrimoni Arquitectònic de Catalunya.

## Descripció
Can Roca està situada a la zona de la platja de Sant Sebastià. És un edifici entre mitgeres, de grans dimensions i planta rectangular. Consta de dos cossos, un de planta baixa i terrat i un de planta baixa, dos pisos i terrat a la catalana amb torratxa. Totes les obertures de la casa són allindades. Els accessos a l'habitatge s'obren a la façana lateral i a la del cos de planta baixa.
És remarcable l'ús de balustres, tant en els balcons ampitadors com a les baranes dels terrats. Les façanes en l'actualitat es troben força fetes malbé.

## Història
La data que figura al ferro d'una finestra de la planta baixa de l'edifici permet situar-ne la construcció l'any 1852. Forma part d'un conjunt d'edificacions construïdes a la vila en la segona meitat del segle xix, entre les quals són remarcables les dues cases Vidal i Quadres, molt properes a Can Roca. Aquest període constructiu es relaciona amb el retorn a Sitges de nombrosos "indianos" que, després d'enriquir-se a Amèrica, tornaven a la vila per establir-s'hi definitivament i contribuir econòmicament al seu desenvolupament.